# Arinola Olasumbo Sanya
Arinola Olasumbo Sanya, (née en 1953) est une universitaire nigériane, professeure de physiothérapie à l'Université d'Ibadan et ancienne commissaire de la santé dans l'État d'Oyo, Nigeria. 

## Carrière
Arinola Olasumbo Sanya a été nommée professeure en 2000, faisant d'elle la première femme professeure de physiothérapie en Afrique, et la deuxième professeure de physiothérapie au Nigeria. Elle figure parmi les indigènes notables de l'État d'Oyo.
Arinola est l'actuelle Vice-Chancelière Adjointe (Administration) à l'Université d'Ibadan. Arinola fréquente l'École Primaire de l'Armée du Salut à Surulere Lagos. Ensuite, elle fréquente le Queens College, Yaba, Lagos, où elle est sortie major. Elle a suivi une formation de physiothérapeute à l'Université d'Ibadan, le premier établissement de formation en Physiothérapie au Sud du Sahara. Elle a rejoint le Département de Physiothérapie de l'Université d'Ibadan en tant qu'assistante en 1978, où elle reste ensuite  comme professeure. Arinola est physiothérapeute consultante à l'University College Hospital (UCH), Ibadan. Elle siège dans plusieurs comités au niveau de l'Université d'Ibadan tels que le Comité de Nominations et de Promotions.

## Service Public
Elle a été nommée commissaire à la santé dans l'État d'Oyo (Nigeria) en 2005.

## Famille
Pr Sanya est mariée au Dr Yemi Sanya, un pharmacien et magnat des affaires à Lagos, au Nigeria. Ils ont quatre enfants.